# Sagrinopsis
Sagrinopsis es un género de foraminífero bentónico de la subfamilia Tubulogenerininae, de la familia Siphogenerinoididae, de la superfamilia Buliminoidea, del suborden Buliminina y del orden Buliminida. Su especie tipo es Siphogenerina advena. Su rango cronoestratigráfico abarca desde el Mioceno hasta el Pleistoceno.

## Discusión
Clasificaciones previas incluían Sagrinopsis en el suborden Rotaliina del orden Rotaliida.

## Clasificación
Sagrinopsis incluye a las siguientes especies:
- Sagrinopsis advena †
- Sagrinopsis fimbriata †